# EXO
EXO (Hangul: 엑소) je jihokorejsko-čínská chlapecká skupina působící pod společností SM Entertainment, která má v současnosti devět členů: Xiumin, Suho, Lay, Baekhyun, Chen, Chanyeol, D.O., Kai a Sehun. Skupina vznikla v roce 2011, oficiálně debutovala ale v roce 2012. Jejich skladby jsou zpívané v korejštině, čínštině a japonštině a jejich hudba má prvky popu, hip-hopu, R&B a EDM. Skupina se v letech 2014 - 2018 umístila jako jedna z pěti nejvlivnějších celebrit na seznamu osobností Forbes Korea Power Celebrity a různými médii jsou často označováni jako „Králové K-popu“.
Skupina debutovala s dvanácti členy rozdělených do dvou podskupin: EXO-K (Suho, Baekhyun, Chanyeol, D.O., Kai, Sehun) a EXO-M (Xiumin, Luhan, Kris, Lay, Chen, Tao). Kris, Luhan a Tao odešli ze skupiny postupně v letech 2014 a 2015 v rámci velkých právních bitev se společností SM Entertainment. EXO-K a EXO-M vydávali hudbu zvlášť v korejštině a čínštině až do vydání třetího EP Overdose (2014). Od roku 2015 EXO vystupuje jako jedna skupina. V roce 2016 vznikla podskupina EXO-CBX (Chen, Baekhyun, Xiumin) a v roce 2019 EXO-SC (Sehun, Chanyeol). Každý z členů skupiny má také sólovou kariéru v odvětví hudby, módy, TV a filmu.
První album XOXO (2013) s titulní skladbou „Growl“, bylo obrovským úspěchem a prodalo se ho více než 1 milion kopií, což se do té doby v Jižní Koreji nestalo 12 let. I jejich pozdější alba ale měla značný komerční úspěch, přičemž těm korejským se také dařilo bořit milionovou hranici prodejů. Album Don't Mess Up My Tempo (2018) se stalo jejich dosud nejvýše umístěným albem v americkém Billboard 200 žebříčku, které debutovalo na 23. místě a také jejich nejvýdělečnějším albem s 1,9 miliony prodaných kopií v Jižní Koreji.
EXO během své kariéry získali řadu ocenění, včetně pěti po sobě jdoucích ocenění Album roku na Mnet Asian Music Awards a dvou po sobě jdoucích ocenění Umělec roku na Melon Music Awards. Odehráli více než 100 koncertů v rámci pěti turné. Mimo hudbu mají členové také smlouvy na podporu značek jako Nature Republic a Samsung a podílejí se na dobročinných projektech jako Smile For U (společný projekt společností SM Entertainment a UNICEF), který odstartoval v roce 2015.

## Vznik skupiny
V roce 2011 odhalil generální ředitel SM Entertainment, I So-man, plán na debut nové chlapecké skupiny, která by byla rozdělena do dvou podskupin, které by vydávaly stejnou hudbu jak v Jižní Koreji, tak v Číně. I So-man plánoval, že skupina bude debutovat v květnu 2011, ale jejich debut byl opožděn až do října 2011. Po několika změnách byl v prosinci 2011 představen název skupiny jako EXO, odvozený dle exoplanety. Zprávy o nadcházejícím debutu přitahovaly značnou pozornost médií jak v Jižní Koreji, tak na mezinárodní úrovni, přičemž mnozí EXO srovnávali s mezinárodně úspěšnou skupinou TVXQ.
Tvrdí se, že I So-man plánoval vytvoření této skupiny mnohem dříve, a to již v roce 1976, kdy bylo v Jižní Koreji údajně spatřeno 12 UFO. I So-man přerušil probíhající rádiovou show, kterou právě moderoval, aby tuto novinku oznámil. Proto pravděpodobně mají EXO koncept s touto nadpřirozenou tematikou.

## Historie

### 2006–2012: Začátky u SM a debut

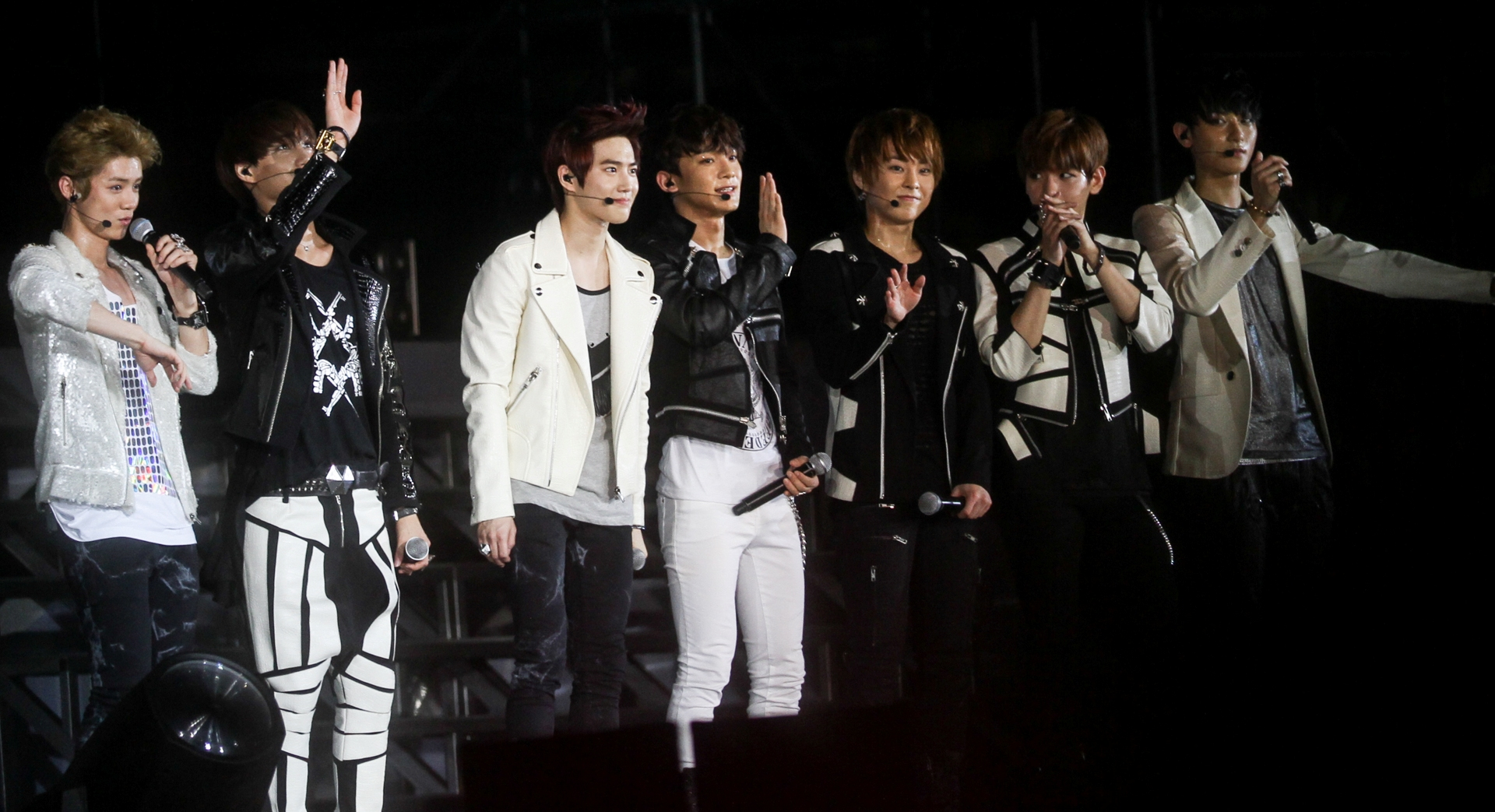
EXO na koncertu SM Town Live World Tour III v Singapuru v listopadu 2012.

Prvním členem, který se k SM v rámci konkurzu připojil již v roce 2006 byl Suho. Následující rok se Kai, díky povzbuzení svého otce, zúčastnil soutěže SM Youth Best Contest, kterou vyhrál a díky čemuž podepsal s SM smlouvu. Chanyeol, který se umístil druhý v soutěži Smart Model Contest a Sehun, který během dvou let prošel čtyřmi konkurzy, se připojili k SM v roce 2008. Tentýž rok se v Kanadě zúčastnil konkurzu SM Kris, který se po podpisu smlouvy přestěhoval do Jižní Koreje. V Číně se ve svém rodném městě zúčastnil konkurzu Lay, který se také následně přestěhoval kvůli přípravě na debut do Jižní Koreje. A v ten samý rok Xiumin po absolvování konkurzu s SM podepsal smlouvu. V roce 2010 se zúčastnil SM konkurzu D.O., kterému byla poté nabídnuta smlouva. Dále podepsal smlouvu Luhan a Tao. Taa si SM vybralo díky talentové soutěži. Baekhyun se s Chenem k SM připojili přes castingový systém v roce 2011 a trénovali tak přibližně rok před debutem.
Všech 12 členů bylo postupně představeno ve více než 23 různých trailerech, a to od prosince 2011 až do března 2012. Kai, Luhan, Chen a Tao byli prvními členy, kteří byli představeni. Skupina pak byla představena 29. prosince 2011 v rámci každoroční události Gayo Daejun televize SBS.
Předdebutovým singlem EXO-K a EXO-M byl singl „What Is Love“, který vydali 30. ledna 2012 na iTunes a dalších online obchodech v Číně a Jižní Koreji. Singl se vyšplhal na 88. místo na jihokorejské Gaon Single Chart. 9. března vydala skupina svůj druhý předdebutový singl „History“, který napsali Thomas Troelsen a Remee. Singl se vyšplhal na 68. místo v Gaon Single Chart a na 6. místo v čínském žebříčku Sina Music Chart. Předdebutový koncert skupiny se uskutečnil 31. března 2012 v Soulu na olympijském stadionu. Koncertu se mohlo účastnit přibližně 3 000 vybraných fanoušků z 8 000 zájemců. Druhý koncert se konal 1. dubna 2012 ve Velkém sále University of International Business and Economics v Pekingu.
EXO-K a EXO-M oficiálně debutovali 8. dubna 2012 se singlem „Mama“, který pochází z debutového stejnojmenného EP, které bylo vydáno o den později. Obě podskupiny propagovaly EP samostatně. EXO-K vystoupili v pořadu Music Trend a EXO-M v ten samý den na předávání cen Top Chinese Music Awards. Korejská verze EP dosáhla prvního místa v žebříčku Gaon Album Chart a osmého místa v žebříčku Billboard World Albums Chart. Čínská verze EP obsadila druhé místo v žebříčku Sina Album Chart a první místo na různých čínských streamovacích platformách.
V listopadu 2012 EXO získali cenu za Novou nejlepší asijskou hudební skupinu roku 2012 na Mnet Asian Music Awards. EXO-M převzali v roce 2013 ocenění za Nejoblíbenější skupinu v Top Chinese Music Awards.

### 2013–2014: Komerční úspěch

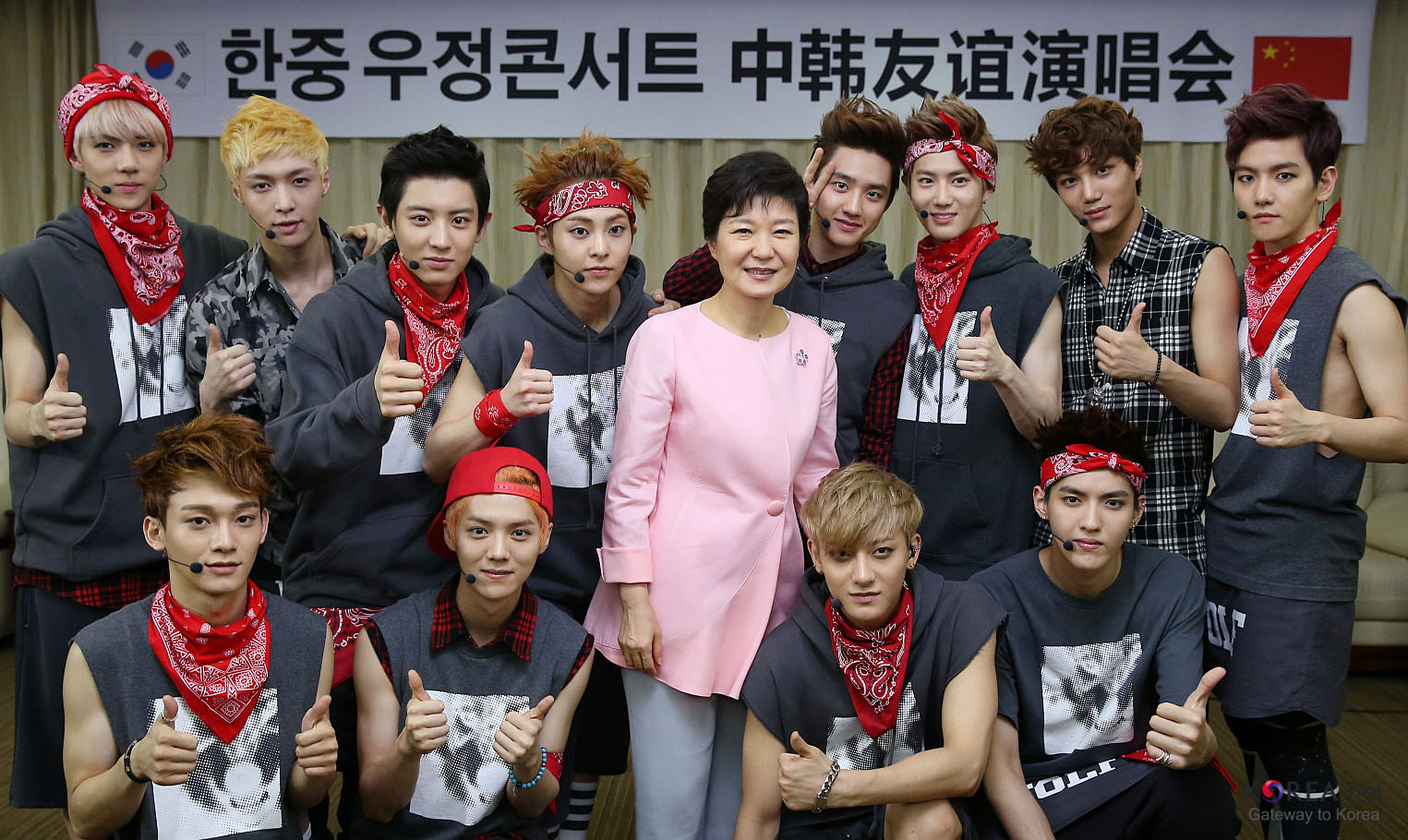
EXO s jihokorejskou prezidentkou Pak Kun-hje v Číně 28. června 2013

První studiové album XOXO bylo vydáno 3. června 2013 v korejské a čínské verzi. Na rozdíl od EP Mama, bylo ale propagováno společně a to hlavně v Jižní Koreji. Společně nahráli titulní skladbu alba „Wolf“, zbytek alba nahráli zvlášť, jako EXO-K a EXO-M. Re-edice alba pod názvem Growl byla vydána 5. srpna 2013 a obsahuje 3 nové skladby. Titulní stejnojmenná skladba se dostala na třetí místo žebříčku Billboard K-Pop Hot 100 a na druhé místo žebříčku Gaon Digital Chart. Všechny verze alba XOXO zaznamenaly dohromady více než milion prodaných kopií, což z EXO udělali prvního jihokorejského umělce, kterému se to podařilo po více než 12 letech. Ten samý rok EXO v prosinci vydali speciální zimní EP Miracles in December se stejnojmennou titulní skladbou. Album skupina začala propagovat v rámci své první reality show Exo's Showtime od 28. listopadu 2013. Skupina se skladbou „Growl“ vyhrála Píseň roku na předávání cen Melon Music Awards. S albem XOXO pak vyhráli velkou cenu na Golden Disc Awards, Album roku na Mnet Asian Music Awards a další velkou cenu na Seoul Music Awards. EXO-M navíc obdrželi cenu Nejpopulárnější skupina roku na Top Chinese Music Awards.

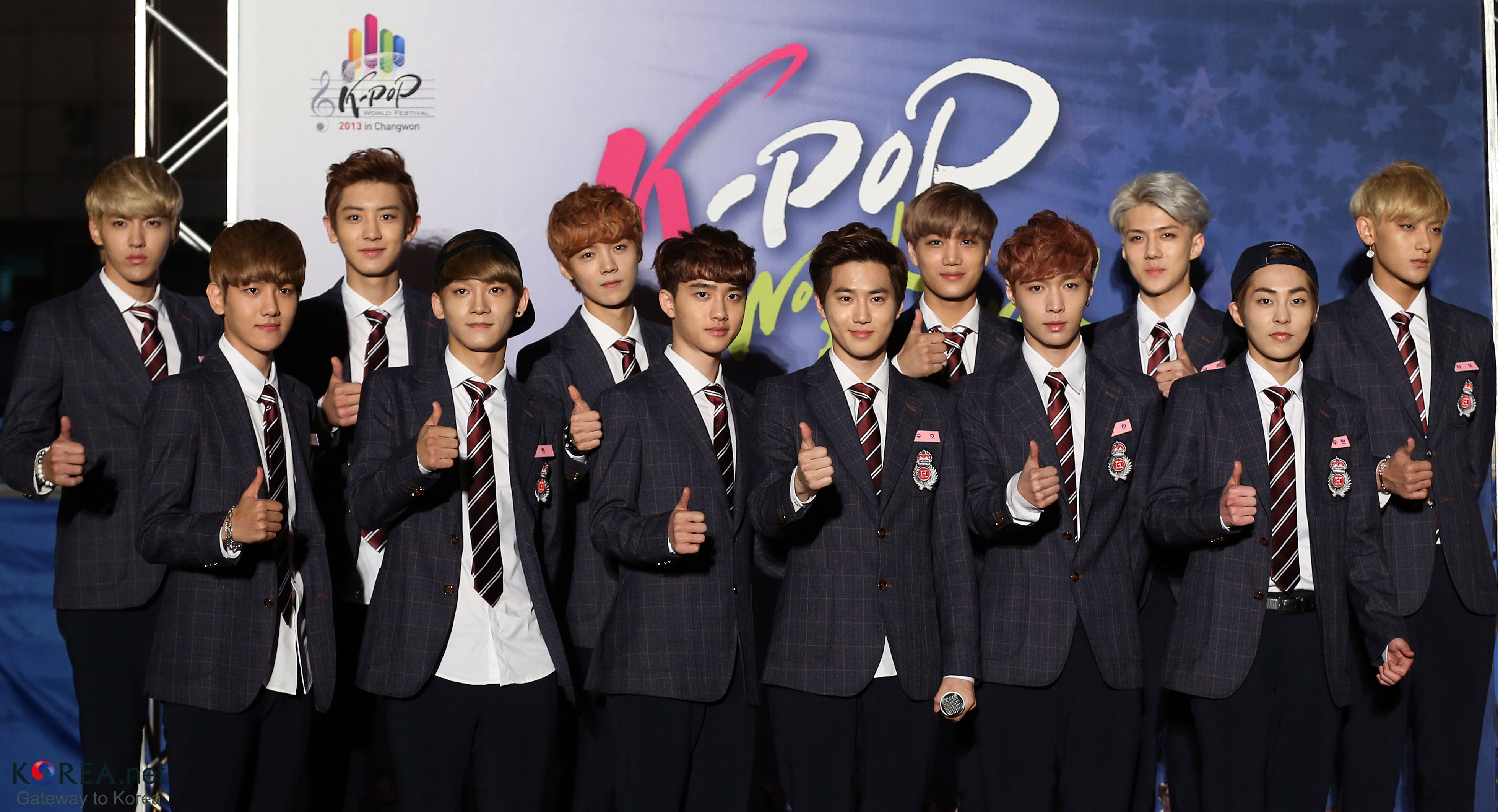
EXO na K-Pop festivalu 2013; zleva: Kris, Baekhyun, Chanyeol, Chen, Luhan, D.O., Suho, Kai, Lay, Sehun, Xiumin, Tao

21. dubna 2014 mělo být vydáno třetí EP Overdose, které nakonec, z důvodu nehody trajektu Sewol, vyšlo 7. května 2014. EP bylo propagováno podobně jako Mama, EXO-K se soustředili na Jižní Koreu a EXO-M na Čínu. EP zaznamenalo více než 660 000 předobjednávek, což z něj do té doby udělalo nejpředobjednávanější korejské EP v historii. Jihokorejská edice EP se dostala na druhé místo žebříčku Billboard World Albums Chart a na stodvacáté místo Billboard 200, což se do té doby žádné jihokorejské chlapecké skupině nepodařilo. Overdose se v roce 2014 stalo nejprodávanějším albem v Jižní Koreji a bylo prvním albem, které se umístilo na prvních místech ročních žebříčků a vyhrálo také Album roku na Mnet Asian Music Awards.
15. května 2014 podal Kris žalobu proti SM s žádostí o ukončení jeho exkluzivní smlouvy, přičemž tvrdil, že SM dlouhodobě ignorovalo jeho zdravotní stav, nespravedlivě rozděluje zisk, omezuje jeho svobodu a zachází s ním jako s věcí.
24. května skupina zahájila v Olympijské gymnastické aréně v Soulu své první turné Exo from Exoplanet 1 – The Lost Planet. Vstupenky byly vyprodány za 1,47 sekundy, což překonalo rekord v nejrychlejším vyprodáním koncertu jihokorejského umělce.
10. října podal žalobu o ukončení smlouvy na SM také Luhan. Jako důvod zmínil zdravotní problémy a tvrdil, že s ním bylo zacházeno jinak, než s jihokorejskými členy skupiny.
22. prosince vydali své první koncertní album Exology Chapter 1: The Lost Planet. Skladba „December, 2014 (The Winter's Tale)“ dosáhla prvního místa v rámci žebříčku Gaon Digital Chart, čímž se stala jejich hitem číslo 1. Skupina se ten rok stala v Japonsku nejprodávanějším K-popovým umělcem.

### 2015: Upevnění pozice, konec rozdělení skupiny

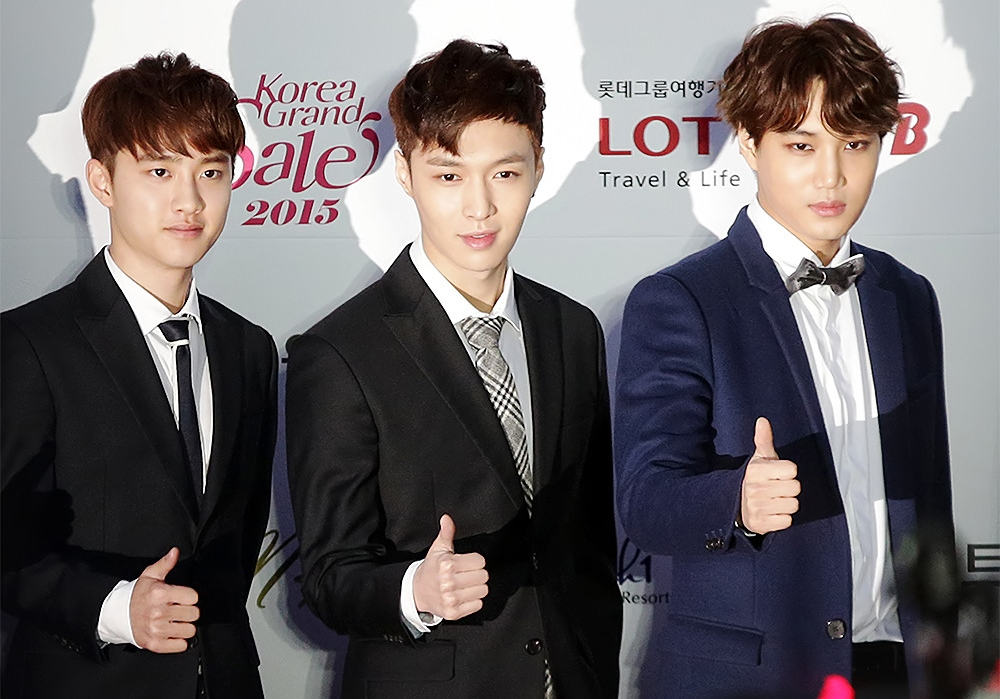
Zleva: D.O, Lay, a Kai na 24. předávání cen Seoul Music Awards v lednu 2015

7. března 2015 zahájila skupina svoje druhé světové turné Exoplanet 2 – The Exo'luxion, na které přišlo jen v Olympijské gymnastické aréně v Soulu více než 70 000 návštěvníků v pěti dnech. 30. března 2015 vydala skupina druhé studiové album Exodus jak v korejské variantě, tak také opět v čínské. Jen v Jižní Koreji předobjednávky přesáhly hranici 500 000 prodaných kopií během 24 hodin, čímž vytvořili nový rekord v předprodejích alb. Titulní skladba „Call Me Baby“ byla zveřejněna v jihokorejské a v čínské verzi již 27. března. Videoklipy byly uvedeny o čtyři dny později, přičemž jihokorejská verze videoklipu se stala nejsledovanějším K-popovým videoklipem v první polovině toho roku. Album se drželo rekordní čtyři týdny na prvním místě v žebříčku Gaon Album Chart a prodalo se ho více než milion kopií, což z něj dělá již druhé album EXO, kterému se to podařilo. Exodus vyhrálo Album roku na Mnet Asian Music Awards, což bylo pro EXO již třetí vítězství v řadě. V dubnu se album umístilo na 95. místě v americkém žebříčku Billboard 200, což se do té doby ještě žádnému jihokorejskému umělci nepodařilo. EXO se také dostalo do žebříčku Billboard Canadian Hot 100 na 98. místě, díky čemuž se stali první K-popovou skupinou a druhým korejským umělcem, kterému se to do této doby podařilo.
Tao na promoakcích k albu chyběl z důvodu zranění. 24. srpna se stal v pořadí třetím členem, který podal na SM žalobu o ukončení smlouvy. Tomuto kroku předcházelo vyjádření Taova otce na sociální síti Weibo, kde vyjádřil přání, aby jeho syn ze zdravotních důvodů a nedostatečnému individuálnímu rozvoji ze strany SM opustil skupinu. SM na to reagovala prohlášením, že plánuje využít všech prostředků, včetně jihokorejských a čínských právních zástupců, aby podnikla legální právní kroky jak v Jižní Koreji, tak Číně, a že také plánují podniknout právní kroky v reakci na Taovi nelegální akce v Číně.
Re-edice alba Exodus s názvem Love Me Right byla vydána 3. června a obsahuje čtyři nové písně včetně stejnojmenné titulní skladby. Vzhledem k Taově nepřítomnosti bylo album propagováno v devíti členech. V říjnu EXO, jako první umělec, uspořádali koncert Exo – Love Concert in Dome v Gocheok Sky Dome v Soulu.
4. listopadu vydali svůj japonský debutový singl Love Me Right ~romantic universe~, který obsahuje japonskou verzi skladby „Love Me Right“ a původní japonskou skladbu „Drop That“. Přímo v den vydání singl zaznamenal více než 147 000 prodaných kopií a dostal se na první místo japonského žebříčku Oricon a stal se také historicky nejprodávanějším debutovým singlem korejského umělce v Japonsku. O pět dní později vydali ve spolupráci se společností Walt Disney speciální singl „Lightsaber“, jako součást propagace filmu Star Wars: Síla se probouzí (2015), ještě před jeho oficiální jihokorejskou premiérou. 10. prosince vydali druhé zimní speciální EP Sing For You, obsahující skladby „Sing For You“ a „Unfair“. Jen během prvního týdne se prodalo 267 900 kopií EP, čímž EXO překonali rekord v tržbách za první týden po vydání. Skladba „Unfair“ se také stala první K-popovou písní, která se dostala do playlistu Best of the Week na iTunes, díky čemuž se EXO stali prvním jihokorejským umělcem, kterému se to povedlo. Část zisku z EP byla věnována kampani UNICEF Smile For U na podporu hudebního vzdělávání dětí v Asii. V prosinci se skupina dostala na sedmé místo v TOP 10 umělců jihokorejské popkultury za rok 2015.

### 2016–2017: Celosvětový úspěch, EXO-CBX
5. ledna 2016 SM vyhrála jednu z právních bitev s Taem. Společnost žalovala Krise, Luhana i Taa z důvodu porušení výhradních smluv, kdy se účastnili neschválených propagačních akcí v Číně. Soud v Čching-tau také rozhodl, že Tao bude SM splácet úroky za opožděné splátky vyplacené zálohy z doby před jeho odchodem.

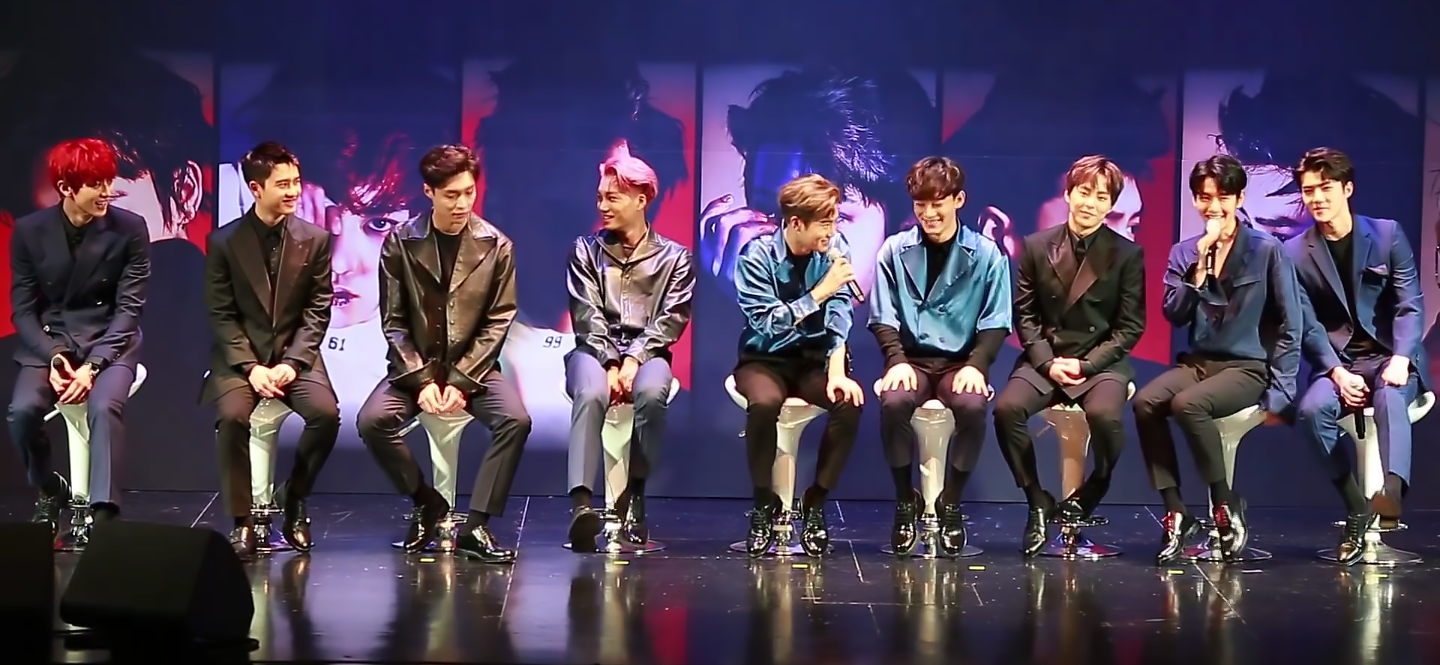
EXO na tiskové konferenci v rámci propagace alba Ex'act v červnu 2016

Třetí studiové album Ex'Act s titulními skladbami „Lucky One“ a „Monster“ bylo vydáno 9. června 2016 opět jak v korejské, tak v čínské variantě. Album na domácí půdě zaznamenalo více než 660 000 předobjednávek, čímž se v té době stalo dosud nejpředobjednávanějším K-Popovým albem. Album také překonalo rekord v tržbách za první týden po vydání jejich vlastního EP Sing For You. Skladba „Monster“ se dostala na první místo žebříčku Billboard World Digital Songs a „Lucky One“ se dostalo na třetí místo. 18. srpna vyšla re-edice alba pod názvem Lotto, na které jsou čtyři nové písně, včetně stejnojmenné titulní skladby. „Lotto“ se stalo druhou jedničkou v žebříčku Billboard World Digital Songs a dostalo se na druhé místo žebříčku Gaon Digital Chart. Obě verze re-edice alba dosáhly na první dvě místa v žebříčku Gaon Album Chart. Za dva měsíce od vydání se alba Ex'Act prodalo přes 1,17 milionů kopií, čímž si skupina vysloužila označení trojnásobný milionový prodejce.
21. července byly urovnány spory mezi SM na jedné straně a Krisem a Luhanem na straně druhé. Obě strany se na doporučení soudu domluvily během třetí arbitráže. Oběma zpěvákům vyprší kontrakty až v roce 2022, tak jak bylo původně domluveno. SM jim, s výjimkou Jižní Koreje a Japonska, nechává veškerá manažerská práva s tím, že SM bude mít podíl na příjmech obou zpěváků.
22. července skupina zahájila své třetí turné Exoplanet 3 – The Exo'rdium s rekordními šesti po sobě jdoucími koncerty v Olympijské gymnastické aréně. 28. května 2017 zakončili turné na největším stadionu v Jižní Koreji s odhadovanou kapacitou 100 000 míst. Vstupenky se začaly prodávat 12. dubna a byly vyprodány do 20 minut. V červnu Lay oznámil, že se nebude podílet na dalším albu skupiny a místo toho se zaměří na svou hereckou kariéru v Číně. Lay se nakonec nepodílel na víceru alb a vystoupeních. 7. prosince vydali svůj druhý japonský singl „Coming Over“. Prodalo se ho více než 158 000 kopií a dostalo se na druhé místo v týdenním žebříčku Oricon Chart a zároveň se stalo druhým singlem, který získal platinovou certifikaci od Japonské nahrávací asociace. 19. prosince vyšlo třetí zimní a celkově již páté EP For Life. Přestože skupina k EP nedělala žádné propagace, tak se ho i tak během prvních dvou týdnů prodalo více než 442 000 kopií.

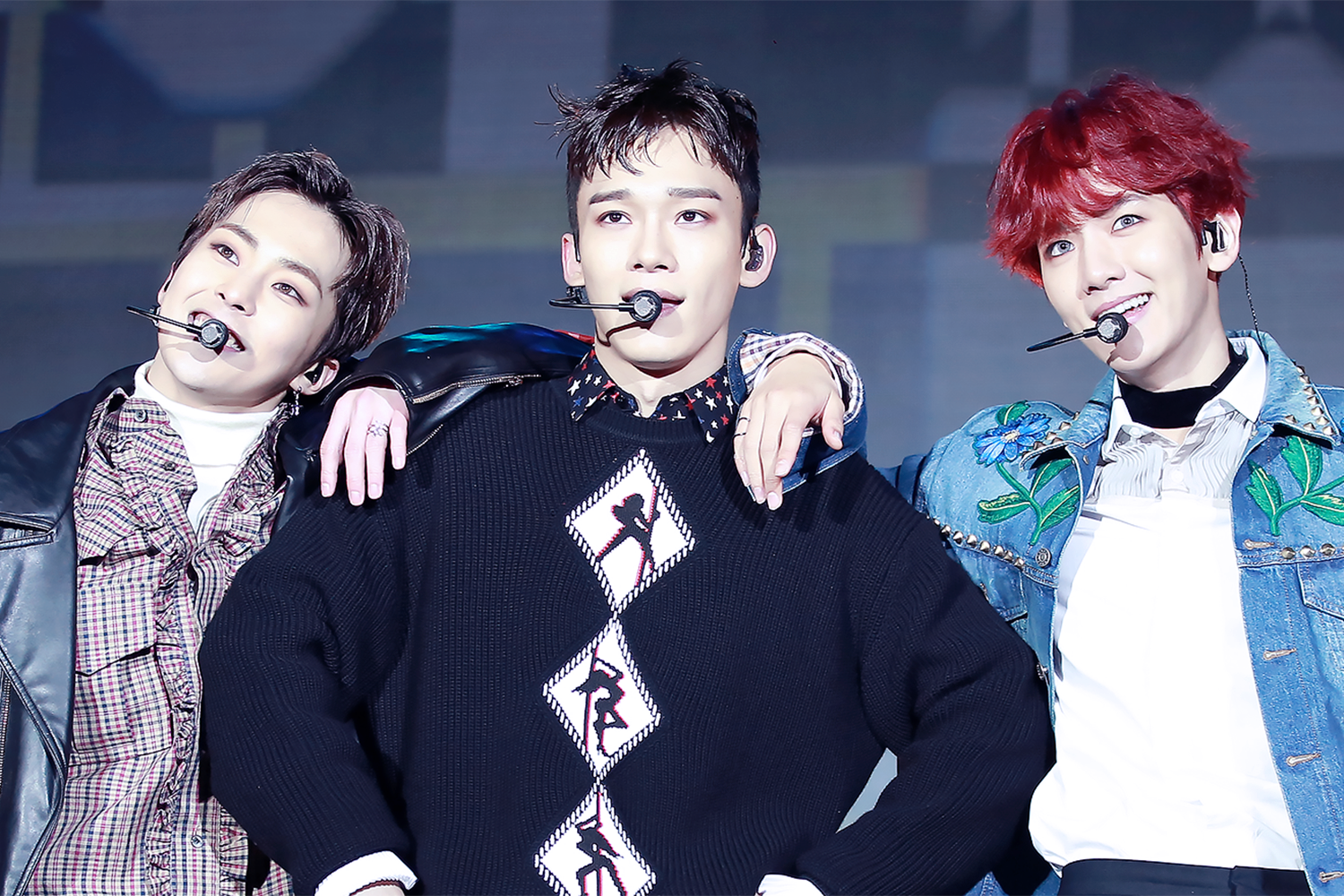
EXO-CBX na debutové show v Soulu, 31. října 2016

Také ostatní členové se během roku věnovali rozvíjení svých sólových kariér. 7. ledna vydal Baekhyun ve spolupráci se Suzy z Miss A singl „Dream“, který se stal velmi populárním a mimo jiné získal cenu za nejlepší spolupráci na 18. předávání cen Mnet Asian Music Awards. 31. října debutovali Chen, Baekhyun a Xiumin jako první podskupina EXO-CBX s EP Hey Mama! se stejnojmennou titulní písní. EP bylo úspěšné, prodalo se ho více než 293 897 kopií. Lay debutoval jako sólový umělec v květnu 2016 vydáním singlu „Monodrama“ v rámci projektu SM Station. Singl slavil úspěch především v Číně, kdy se na čtyři po sobě jdoucí týdny umístil na prvním místě žebříčku Billboard China V Chart. 28. října pak Lay vydal své debutové EP Lose Control. EP mělo obrovský komerční úspěch, překonalo i několik guinnessových rekordů a dostalo se na první příčku v jihokorejském žebříčku Gaon Album Chart. V tom samém roce se Lay objevil v televizní show The Mystic Nine, která zaznamenala přes 12 miliard online zhlédnutí. Ostatní členové se taktéž věnovali svým sólovým aktivitám v odvětvích hudby, filmu, televize a divadla. 24. května 2017 debutovalo EXO-CBX v Japonsku s EP Girls s titulní skladbou „Ka-CHING!“. Za jeden měsíc se EP podařilo prodat přes 60 000 kopií.

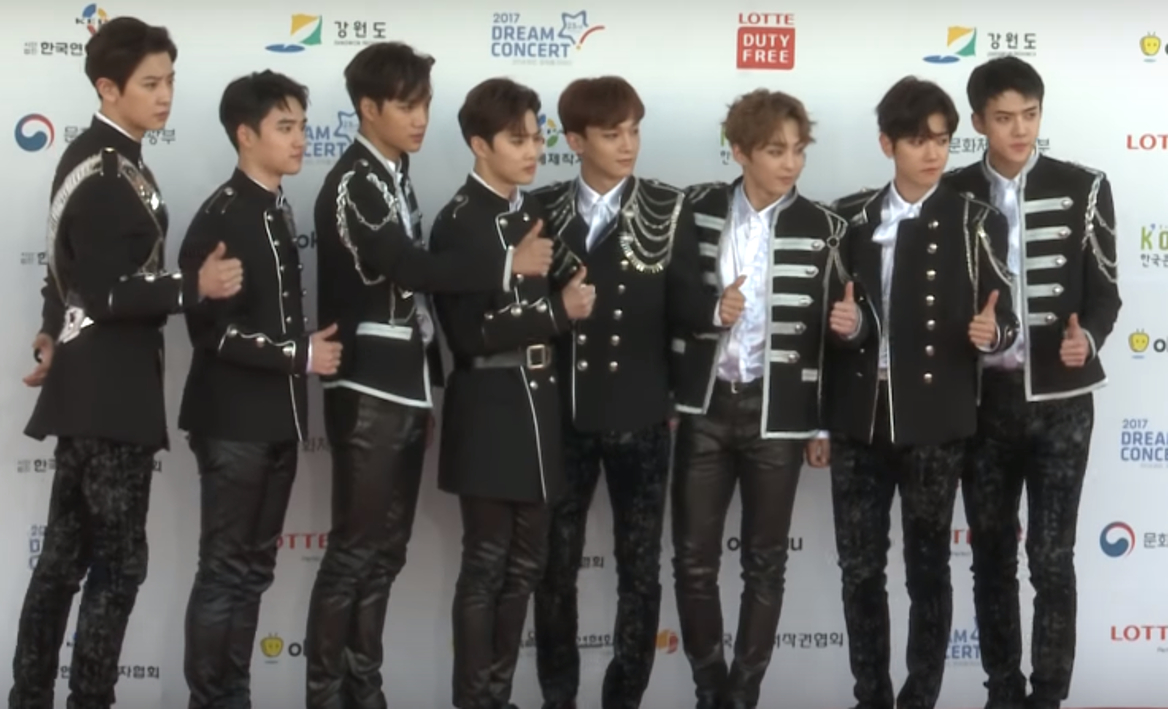
EXO na koncertu v červnu 2017

Čtvrté studiové album The War vyšlo 18. července 2017. Album s 807 235 předobjednávkami překonalo vlastní rekord skupiny s albem Ex'Act. Titulní skladba „Ko Ko Bop“ se dostala na první místo v žebříčku Melon Digital Chart. Na tvorbě textu této skladby se podíleli i Baekhyun, Chen a Chanyeol. Skupina s albem zaznamenala dosud nejvyšší tržby za první týden ze všech K-popových alb. Album debutovalo na 87 místě v žebříčku Billboard 200, na prvním místě v žebříčku Billboard World Albums Chart a v mnoha dalších žebříčcích po celém světě, což pro skupinu znamenal první takovýto úspěch. 5. září byla vydána re-edice s názvem The War: The Power of Music se třemi novými skladbami, včetně titulní skladby „Power“. 14. září skladba s 11 000 body zaznamenala historicky nejvyšší skóre na M Countdown. Tato výhra se stala stým vítězstvím skupiny.
EXO zahájili 24. listopadu v Gocheok Sky Dome třetí světové turné Exo Planet #4 – The Elyxion. K 30. listopadu dosáhlo album The War 1,6 milionu prodaných kopií, což z něj udělalo dosud nejprodávanější album skupiny a také si díky tomu vysloužili označení čtyřnásobný milionový prodejce. Na začátku prosince bylo oznámeno vydání čtvrtého speciálního zimního EP Universe, které mělo být vydáno 21. prosince, ale z důvodu smrti kolegy ze skupiny SHINee - Kim Čong-hjona bylo vydání posunuto na 26. prosince.

### 2018–2019: Mezinárodní uznání, EXO-SC

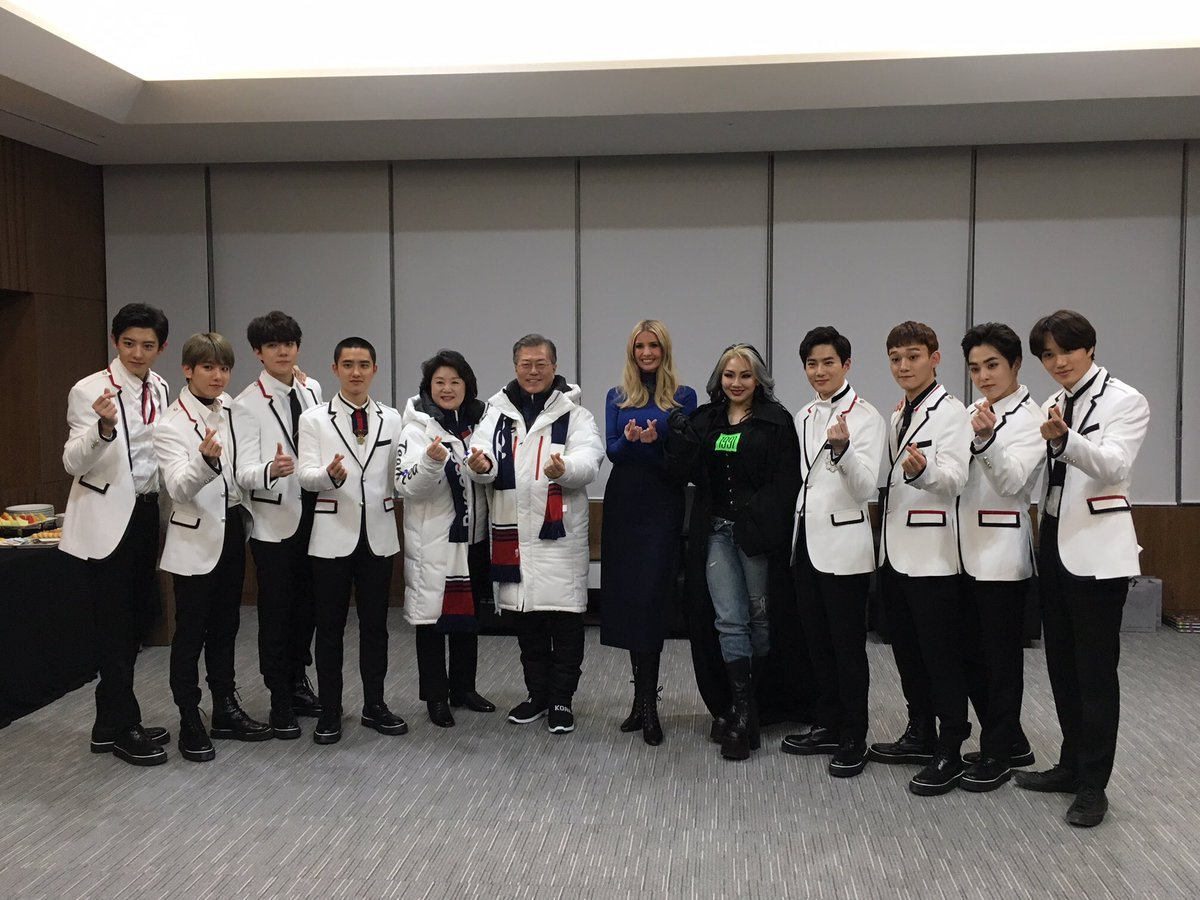
EXO s prezidentem Mun Če-in, Ivankou Trumpovou a Lee Chae Rin na zimních olympijských hrách v roce 2018.

16. ledna 2018 se skladba „Power“ stala první K-popovou písní, která se stala součástí světelné a vodní show Dubajská fontána u Burdž Chalífa v Dubaji. Na zahájení se jelo podívat sedm členů skupiny a píseň byla součástí show až do března a pak od září do listopadu téhož roku. 31. ledna vydala skupina své první japonské studiové album Countdown. Album debutovalo na první příčce týdenního žebříčku Oricon a prodalo se ho více než 89 000 kopií, díky čemuž se EXO stalo první nejaponskou skupinou jejíž debutový singl i album se umístily na první příčce žebříčku Oricon. Již deset dní od vydání si album vysloužilo od Japonské nahrávací asociace tzv. zlatou desku.
25. února 2018 vystoupili EXO společně se zpěvačkou CL jako reprezentanti K-popu na závěrečném ceremoniálu Zimních olympijských her v Pchjongčchangu. Vystoupení zahájil Kai s tradičním korejským tancem. Před tímto vystoupením, 5. února 2018, Baekhyun zazpíval jihokorejskou hymnu na zahajovacím ceremoniálu 132. zasedání Mezinárodního olympijského výboru (IOC) před Mun Če-inem, prezidentem Jižní Koreje, a I Hi-bomem, prezidentem organizačního výboru pro zimní olympijské hry 2018 a EXO ještě v roce 2017 vystoupili na oficiálním koncertu D-100 ku příležitost 100 dní do zahájení zimních olympijských her. Vystoupení skupiny vzbudilo celosvětovou pozornost a chválu médií. Také ruská krasobruslařka Jevgenija Medveděvová přitáhla pozornost ke skupině poté, co přiznala, že je velkou fanynkou K-popu a především právě skupiny EXO. V dubnu 2018 vydala Korejská mincovna (KOMSCO, 한국조폐공사) pro skupinu oficiální pamětní medaile, čímž ocenila skupinu za její přínos ke globálnímu šíření korejské kultury. Devět medailí, z nichž každá představuje jednoho člena skupiny, bylo odhaleno při slavnostním ceremoniálu v Soulu. V říjnu 2018 debutoval Lay se svým třetím sólovým albem Namanana v USA. Album se umístilo na prvním místě žebříčku Billboard a umístilo se na 21. místě žebříčku Billboard 200, což z něj dělá dosud nejvýše umístěného umělce Mandopopu v žebříčku.
Páté studiové album Don't Mess Up My Tempo, které vyšlo 2. listopadu, představilo všech devět členů skupiny, což bylo poprvé od vydání alba Lotto (2016). Album získalo více než 1 104 467 předobjednávek, čímž překonalo dosavadní rekord skupiny. Album mělo obrovský komerční úspěch, když se ho do 30. listopadu prodalo více než 1 179 997 kopií, čímž si skupina v médiích vysloužila titul pětinásobný milionový prodejce. Po vydání alba se skupina stala prvním umělcem, který v Jižní Koreji prodal více než 10 milionů kusů všech svých dosud vydaných alb. Album debutovalo na 23. příčce žebříčku Billboard 200 s 23 000 ekvivalentními prodeji a na 1. příčce žebříčcích Nezávislých alb a světových alb Billboard. Toto album se stalo pro skupinu dosud nejvýše umístěným v žebříčku Billboard 200 a v pořadí již čtvrté album na první příčce v rámci žebříčku světových alb. 13. prosince byla vydána re-edice alba s názvem Love Shot se stejnojmennou titulní písní. Skladba „Love Shot“ se pro skupinu stala třetím nejlepším singlem v žebříčku Billboard World Digital Songs a svoji pozici si udržel hned tři týdny po sobě. Alba Don't Mess Up My Tempo se do konce roku 2018 v Jižní Koreji prodalo celkem 1 951 879 kopií, čímž z něj dělá dosud nejprodávanější album skupiny.

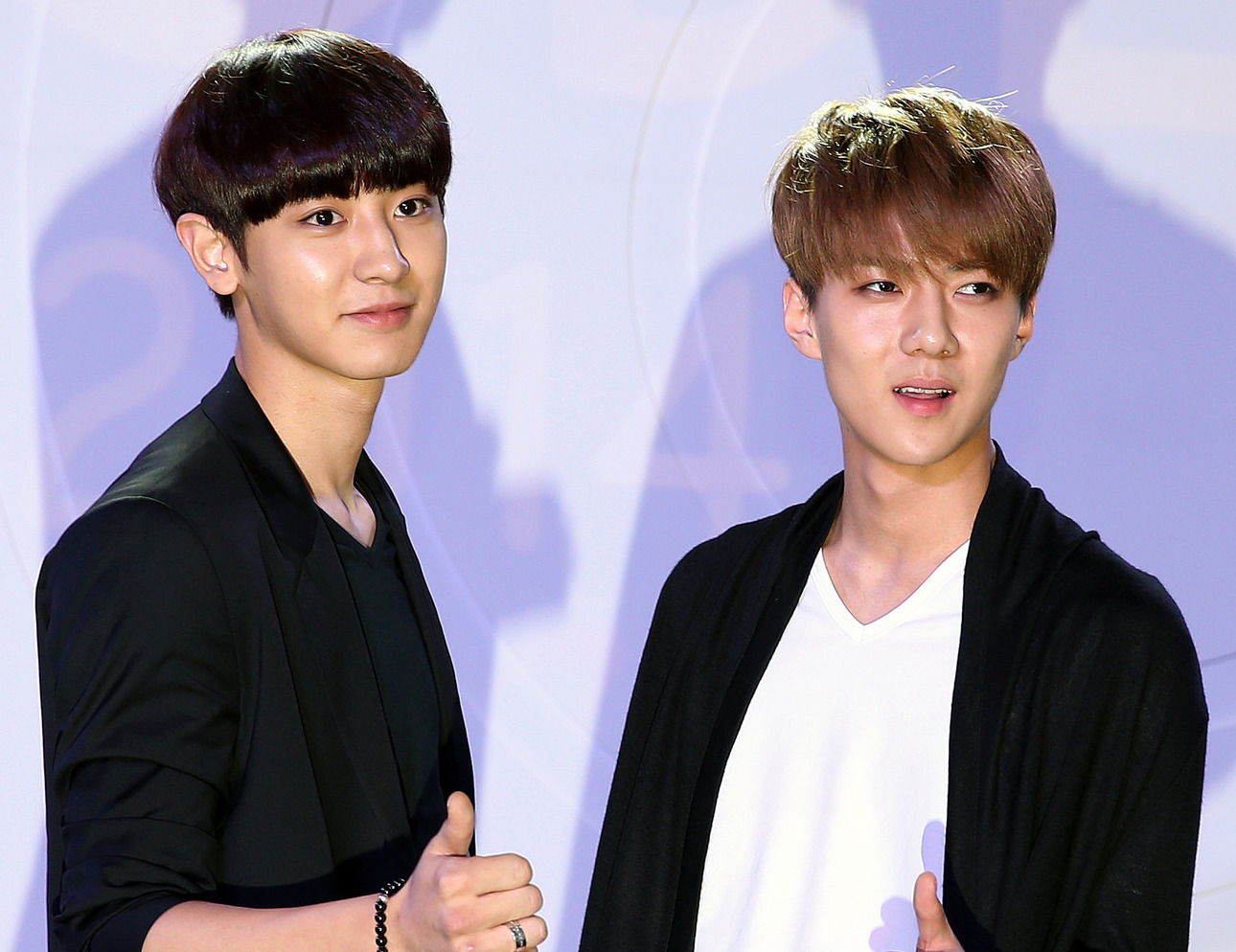
Chanyeol a Sehun, 2014

Chen se stal druhým členem EXO, který debutoval jako sólista s EP April, and Flower, které vyšlo 1. dubna 2019. Album se dostalo na druhé místo žebříčku Gaon a na třetí místo žebříčku Billboard World Albums Chart. Xiumin 7. května nastoupil k výkonu povinné základní vojenské služby. D.O. nastoupil k výkonu povinné základní vojenské služby 1. července. Baekhyun debutoval 10. července, jako třetí člen EXO, s EP City Light s titulní skladbou „UN Village“. Ještě v červenci se prodalo přes 500 000 kopií alba, čímž byl překonán rekord Gaon chart v měsíčních prodejích alba od sólového umělce. Album se také dostalo na čtvrté místo v žebříčcích Billboard's World Albums a Heatseekers Albums charts. 22. července debutovali Chanyeol a Sehun, jako druhá podskupina pod jménem EXO-SC, s EP What a Life. Duo již v září 2018 vydalo v rámci projektu SM Station X 0 singl „We Young“. Album debutovalo na osmé příčce žebříčku World Albums chart a na desáté příčce žebříčku Heatseekers Chart. 1. října vydal Chen své druhé EP Dear My Dear, které se dostalo na první místo žebříčku Gaon Album Chart. Bylo oznámeno, že Baekhyun a Kai se představí v rámci nové superskupiny SuperM postavené z umělců různých hudebních skupin společnosti SM. Skupina vydala 4. října své debutové EP SuperM s titulní skladbou „Jopping“, které debutovalo na prvním místě žebříčku Billboard 200 a stalo se tak prvním jihokorejským debutovým albem, kterému se to povedlo. Od 19. do 28. července EXO uskutečnili v Soulu již pátou koncertní show Exo Planet 5 – Exploration.
Šesté studiové album Obsession vyšlo 27. listopadu 2019. Album debutovalo na prvním místě žebříčku Gaon Album Chart.

### 2020–2021: Sólové aktivity, speciální album
V únoru 2020 SM informovalo, že z důvodu přestávek některých členů z důvodu nástupu na základní povinnou vojenskou službu, se zbylí členové budou tento rok soustředit na své sólové aktivity. 30. března se tak Suho stal již čtvrtým členem, který debutoval jako sólista s EP Self-Portrait. EP ještě v březnu zaznamenalo více než 200 000 prodaných kopií a umístilo se na prvním místě žebříčku Gaon Album Chart. 14. května pak narukoval jako důstojník veřejné služby. 25. května vydal Baekhyun své druhé EP Delight s titulní skladbou „Candy“. EP zaznamenalo více než 732 000 předobjednávek a stalo se tak nejvíce předobjednávané album sólisty v jihokorejské historii. 1. července pak bylo oznámeno, že EP se prodalo více než 1 000 000 kopií, což z něj dělá první album sólisty, kterému se to v Jižní Koreji podařilo od vydání alba Another Days (2001) zpěváka Kim Gun-mo. 1. června vydal Lay první část svého třetího studiového alba Lit jako EP, 21. července vyšla druhá část. Předobjednávky alba překonaly během 7 minut hranici 1,5 milionu prodaných kopií a nakonec si Lay připsal na konto 2,5 milionu prodaných kopií, čímž se stal nejprodávanějším umělcem v Číně za rok 2020. Album se také dostalo na první místa hitparád iTunes v 21 zemích světa. 13. července vydalo EXO-SC své první studiové album 1 Billion Views. Album debutovalo na první příčce Gaon Album Chart. Baekhyun a Kai se vrátili k aktivitám SuperM, které vydalo první studiové album Super One, které debutovalo v žebříčku Gaon Album Chart a umístilo se na druhém místě žebříčku Billboard 200. 26. října narukoval Chen jako aktivní voják. 30. listopadu debutoval, jako pátý v pořadí, Kai se svým EP Kai (开).
Xiumin byl oficiálně propuštěn z armády 6. prosince 2020. Po něm následoval 25. ledna 2021 D.O. 20. ledna vydal Baekhyun své debutové japonské EP Baekhyun a hned 30. března korejské EP Bambi. Album si k 18. dubnu 2021 připsalo na konto celkem 1 006 835 prodaných kopií, což z Baekhyuna dělá dvojnásobného milionového prodejce. 5. února vydal Lay již čtvrté studiové album Producer. Na konci března měl premiéru hudební film The Box, kde se Chanyeol ujal své první hlavní role a ke kterému nazpíval také soundtrack složený převážně z cover verzí známých písní. 29. března pak zahájil povinnou vojenskou službu Chanyeol, 6. května ho následoval Baekhyun. Před jejich odchodem na vojnu stihla skupina tajně nahrát speciální EP. Tuto informaci sdělili fanouškům sami členové v rámci videa z natáčení videoklipu na 9. výročí vzniku skupiny. Na albu se podílel i Lay, který se ke skupině připojil poprvé od vydání alba Don't Mess Up My Tempo (2018). 7. června vydala skupina speciální EP Don't Fight the Feeling se stejnojmennou titulní skladbou. 26. července debutoval D.O., jako šestý ze skupiny, se svým EP Konggam (Empathy) s titulní skladbou „Rose“. 30. listopadu, přesně rok od sólového debutu, vydal Kai druhé EP Peaches se stejnojmennou titulní písní.

### 2022–současnost: debutové výročí, spor s SM, Exist
Suho byl oficiálně propuštěn z armády 13. února 2022. 4. dubna vydal své druhé EP Grey Suit se stejnojmennou titulní písní Grey Suit. Skupina pak 8. dubna oslavila 10. výročí premiérou nové série jejich reality show Exo's Ladder a 9. dubna setkáním s fanoušky v Jamsil Aréně. Lay oznámil, že sice neprodlouží smlouvu s SM, ale že nadále zůstává členem skupiny. 25. dubna byl oficiálně propuštěn z armády Chen. Xiumin se stal v pořadí již sedmým členem, který 26. září debutoval jako sólista s EP Brand New.
Suho 5. ledna 2023 oznámil, že skupina vydá po jaru novou hudbu. 5. února se vrátil z vojny Baekhyun. 11. května Kai nastoupil předčasně, po změně předpisů, k výkonu povinné vojenské služby. 1. června bylo oznámeno, že Baekhyun, Xiumin, Chen podali žádost na ukončení smlouvy s SM a zároveň na společnost podávají žalobu z důvodu opožděných plateb výdělků a nespravedlivé tyranie plynoucích z nuceného uzavírání dlouhodobých smluv. SM naproti tomu vydalo prohlášení, kde tvrdí, že do rozhodnutí umělců zasáhla konkurenční společnost, která jejich umělcům učinila nabídky na uzavření exkluzivních smluv.  Skupina se v této době připravovala na comeback, vzhledem k situaci vydalo SM prohlášení, že přípravy nadále pokračují a 2. června, dle původního plánu, započalo natáčení videoklipu k songu z připravovaného alba se sedmi členy skupiny, bez Kaie, který před nástupem na povinnou vojenskou službu stihl s ostatními nazpívat připravované album a Laye, který se nadále věnuje svým aktivitám v Číně. 9. června bylo oznámeno, že skupina vydá 10. července album Exist. První skladba alba „Let Me In“ byla vydána 12. června, 30. června pak skupina vydala „Hear Me Out“. Titulní skladba alba „Cream Soda“ byla spolu s videoklipem vydána v den vydání alba. 19. června Baekhyun, Chen a Xiumin vydali prohlášení, že obě strany vyřešily své neshody, a proto se všichni tři rozhodli zůstat v agentuře.

## Fandom
Fanoušci skupiny EXO si oficiálně říkají EXO-L. Dříve se nazývali EXOtic nebo také EXOstans (stan = stalker + fan).
Baekhyun označuje fanoušky EXO Aeri/Eri, které vychází z korejského EXO-L = 엑소엘 (Ekso-El). Jelikož fanoušci často jednotlivým členům říkají anglicky např. Baekhyunnie a nebo Sehunnie, proto se Baekhyunovi pouhé EXO-L zdálo příliš formální. Z korejského 엘 (El) vytvořil tedy 에리 (Eri).

## Členové
Kris přestal s EXO od 15. května 2014 vystupovat v důsledku podané žaloby na SM. 10. října 2014 ho s podáním žaloby následoval Luhan. Oba členové pak skupinu formálně opustili 21. července 2016. Tao měl během turné Exodus oficiální přestávku v důsledku zranění, nicméně podal také na SM žalobu a to 15. srpna 2015. Skupinu pak formálně opustil 15. března 2018.
13. června 2017 bylo oznámeno, že se Lay nezúčastní skupinových aktivit pro nadcházející album The War (2017) z důvodu sólových aktivit v Číně. Lay se aktivně vrátil ke skupině až v roce 2021, nicméně v roce 2018 nahrál alespoň vokály pro čínskou verzi skladby „Tempo“. 26. května Lay oznámil, že se vrací ke skupinovým aktivitám v rámci nadcházejícího vydání speciálního alba Don't Fight the Feeling (2021). Lay se na albu podílel jak svým zpěvem na všech skladbách, tak se objevil i ve videoklipu k titulní stejnojmenné písni.
7. května 2019 se Xiumin stal prvním členem, který nastoupil k výkonu povinné základní vojenské služby, ke skupině se pak vrátil 6. prosince 2020. Jako druhý narukoval 1. července 2019 D.O., který se vrátil 25. ledna 2021. Suho nastoupil 14. května 2020, následoval ho 26. října 2020 Chen, po něm 29. března 2021 Chanyeol a prozatím poslední v pořadí si 6. května 2021 odešel plnit své povinnosti Baekhyun.
| Pseudonym       | Jméno                   | Datum narození     | Pozice ve skupině               | Speciální schopnost | Národnost   | Místo Narození    | Výška (cm) | Váha (kg) | Povinná vojenská služba           |
| --------------- | ----------------------- | ------------------ | ------------------------------- | ------------------- | ----------- | ----------------- | ---------- | --------- | --------------------------------- |
| Xiumin (시우민) | Kim Min Seok (김민석)   | 26. března 1990    | zpěvák, tanečník                | mráz                | Jižní Korea | Guri, Gyeonggi    | 173        | 65        | 7. květen 2019 - 6. prosinec 2020 |
| Suho (수호)     | Kim Jun Myeon (김준면)  | 22. května 1991    | lídr, dříve lídr EXO-K, zpěvák  | voda                | Jižní Korea | Soul              | 173        | 65        | 14. květen 2020 - 13. únor 2022   |
| Lay (레이)      | Zhang Yixing (张艺兴)   | 7. října 1991      | zpěvák, tanečník                | uzdravování         | Čína        | Changsha, Hunan   | 177        | 69        | -                                 |
| Baekhyun (백현) | Bjon Baek Hjon (변백현) | 6. května 1992     | hlavní zpěvák                   | světlo              | Jižní Korea | Bucheon, Gyeonggi | 174        | 58        | 6. květen 2021 - 5. únor 2023     |
| Chen (첸)       | Kim Jong Dae (김종대)   | 21. září 1992      | zpěvák, tanečník                | blesk               | Jižní Korea | Siheung, Gyeonggi | 173        | 64        | 26. říjen 2020 - 25. dubna 2022   |
| Chanyeol (찬열) | Park Chan Yeol (박찬열) | 27. listopadu 1992 | zpěvák, raper                   | oheň                | Jižní Korea | Soul              | 185        | 70        | 29. březen 2021 - 28. září 2022   |
| D.O. (디오)     | Do Kyung Soo (도경수)   | 12. ledna 1993     | hlavní zpěvák                   | země                | Jižní Korea | Goyang, Gyeonggi  | 173        | 60        | 1. červenec 2019 - 25. leden 2021 |
| Kai (카이)      | Kim Jong In (김종인)    | 14. ledna 1994     | zpěvák, raper, hlavní tanečník  | teleportace         | Jižní Korea | Suncheon          | 179        | 65        | 11. květen 2023 - současnost      |
| Sehun (세훈)    | Oh Se Hun (오세훈)      | 12. dubna 1994     | zpěvák, raper, tanečník, maknae | vítr                | Jižní Korea | Soul              | 181        | 63        |                                   |

| Pseudonym     | Jméno                | Datum narození    | Pozice ve skupině           | Speciální schopnost | Národnost | Rok odchodu ze skupiny |
| ------------- | -------------------- | ----------------- | --------------------------- | ------------------- | --------- | ---------------------- |
| Luhan (루한)  | Lu Han (鹿晗)        | 20. dubna 1990    | hlavní zpěv, tanec          | telekineze          | Čína      | 2014                   |
| Kris (크리스) | Wu Yi Fan (吴亦凡)   | 6. listopadu 1990 | dříve lídr EXO-M, rap, zpěv | létání              | Čína      | 2014                   |
| Tao (타오)    | Huang Zitao (黄子韬) | 2. května 1993    | zpěv, rap, tanec            | kontrola času       | Čína      | 2015                   |

## Podskupiny

#### EXO-CBX
- Xiumin
- Baekhyun
- Chen

#### EXO-SC
- Chanyeol
- Sehun

## Diskografie

### Korejská a čínská alba
- XOXO (2013)
- Exodus (2015)
- Ex'Act (2016)
- The War (2017)

### Korejská exkluzivní alba
- Don't Mess Up My Tempo (2018)
- Obsession (2019)
- Exist (2023)

### Japonská alba
- Countdown (2018)

### EP
- Mama (2012)
- Miracles in December (2013)
- Overdose (2014)
- Sing for You (2015)
- For Life (2016)
- Universe (2017)
- Don't Fight the Feeling (2021)

## Turné
- Exo from Exoplanet 1 – The Lost Planet (2014)
- Exo Planet 2 – The Exo'luxion (2015–2016)
- Exo Planet 3 – The Exo'rdium (2016–2017)
- Exo Planet 4 – The Elyxion (2017–2018)
- Exo Planet 5 – Exploration (2019)

### SM Town Live
- SM Town Live World Tour III (2012–2013)
- SM Town Live World Tour IV (2014–2015)
- SM Town Live World Tour V (2016)
- SM Town Live World Tour VI (2017–2018)